# Marie Séférian
Marie Séférian (* 1984 in Münster) ist eine deutsche Jazz-Sängerin, Musikerin und Komponistin.

## Leben und Wirken
Séférian hat armenische, französische und deutsche Wurzeln. Ihr französischer Familienzweig lässt sich nach Armenien zurückverfolgen. Sie ist die Tochter des Chansonniers Jean Claude Séférian und der Pianistin Christiane Rieger-Séférian. Ihre Großeltern stammen aus Paris.
Zu ihrem dritten Geburtstag erhielt sie eine Achtel-Geige und erhielt Geigenunterricht. Im Alter von 14 Jahren begann Séférian mit dem Musical-Gesangsunterricht. Parallel nahm sie zunächst bei ihrem Vater, später bei ihrer Mutter, Klavierunterricht. Mit 17 Jahren nahm sie klassischen Gesangsunterricht. Im Alter von 20 Jahren meldete sich Séférian für den Jazz-Studiengang am niederländischen ArtEZ Conservatorium. Séférian studierte zwei Jahre klassischen Gesang bei Adrienne West und Silvia Droste in Enschede. In Berlin setzte Séférian ihr Studium bei Judy Niemack, Peter Weniger und David Friedman fort und schloss dies nach weiteren vier Jahren Studium in Berlin erfolgreich ab. Zugleich lernte sie in Berlin ihre Mitmusiker der späteren Formationen «Gerry getz Chet» und «Marie Séférian Quartett» kennen. Dem Berliner Cool-Jazz-Trio «Gerry getz Chet» gehörten neben ihr der Saxophonist Timo Vollbrecht und der Gitarrist Benjamin Attiche an. Gemeinsam brachte man 2011 und 2013 zwei Alben heraus, ein namensgleiches und eines mit dem Titel Voyage. Zeitgleich zu ihrem Studium in Berlin gründete Séférian ihre Bands und Projekte, sang bei Wettbewerben, verbrachte ein Auslandssemester in Brüssel bei John Ruocco und veröffentlichte eine CD. Anschließend zog sie nach Bern, wo sie ihren Master of Arts bei Lauren Newton in Luzern ablegte.
Später zog sie nach Dublin, wo sie als Hauptfachlehrerin für Jazzgesang an der Newpark Music School tätig war. Hier wurde sie mit dem Travel Award vom Irish Arts Council geehrt. Zudem nahm sie 2012 bei R. A. Ramamani in Bangalore Unterricht in karnatischer Musik.
Séférian wurde im September 2009 mit ihrem Quartett beim Jazz & Blues Award in Berlin ausgezeichnet. Im Mai 2010 veröffentlichte mit diesem Quartett das Séférian das Album Liban bei Mons Records. Das Goethe-Institut lud sie für eine Konzerttour im September 2010 in den Libanon sowie nach Chile ein. Mit dem Marie-Séférian-Quartett war der Pianist Nicolai Thärichen, der Séférian zunächst als Dozent begegnete, 2012 vielfach im Norden Deutschlands zu sehen. Sie ist auch auf den Alben Bum Bum (2012) mit dem Andromeda Mega Express Orchestra und We'll Meet in the Rain (2016) von Kenneth Dahl Knudsen zu hören.
Gemeinsam mit dem Fotografen Matthias Leupold drehte Séférian den Dokumentarfilm The Song of the Valley und komponierte die Musik dafür. 2018 lebte sie mit einem Stipendium der Bundesrepublik Deutschland an der Cité Internationale des Arts in Paris. 2019 legte sie gemeinsam mit ihrem Vater das Album Un homme et une femme vor.

## Diskografische Hinweise
- 2008: Marie Séférian & Orchester Freche Mädchen
- 2010: Marie Séférian Quartett: Liban (Mons, mit Lorenz Kellhuber, Tim Schäfer, Martin Krümmling bzw. Javier Reyes sowie David Friedman)
- 2010: Souvenirs de Noel
- 2011: Gerry getz Chet[4]
- 2013: Marie Séférian Quartett: La Princesse de Ferraille (A-Jazz, mit Nicolai Thärichen,  Tim Kleinsorge, Javier Reyes)
- 2015: Marie Séférian Quartet: Mille Nuits (Hey!blau, mit Nicolai Thärichen,  Tim Kleinsorge, Javier Reyes)
- 2015: Sémacordes: Dance
- 2018: Marie Séférian Quartett: Khalil & May Octason Records (mit Niko Meinhold, Tim Kleinsorge, Javier Reyes)
- 2018: Marie Séférian Quartett: Liban 1977 Octason Records (mit Niko Meinhold, Tim Kleinsorge, Javier Reyes)
- 2019: Marie & Jean Claude Séférian: Un homme et une femme
- 2020: NOUS (Marie Séférian & Henning Schmiedt) “je suis” flau records
- 2022: NOUS (Marie Séférian & Henning Schmiedt) “miroir” flau records